# Еквівалентна схема

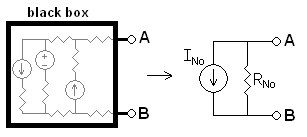
Еквівалентна схема Нортона для двополюсника

Еквівале́нтна схе́ма (схема заміщення, еквівалентна схема заміщення) — це спрощена модель електричного кола, у якій всі чинні елементи заміщені ідеальними (зразковими).

## Необхідність еквівалентних схем
Однією із основних задач електроніки є розрахунок електричних кіл. Однак, розрахувати схему, що складається з великої кількості реальних елементів, достатньо складно. Тому, будуються, так звані, еквівалентні схеми, які мають якнайменшу кількість елементів, забезпечуючи при цьому задані функціональні властивості.
Визначення еквівалентна схема, допомагає поєднати реальні елементи та їх ідеальні моделі.
Еквівалентна схема представляє електричне коло, що складається тільки з ідеальних компонентів, а також може містити додаткові елементи, що відтворюють параметри реальної схеми: паразитні ємності, паразитні індуктивності тощо.

## Ідеальні елементи
Для складання еквівалентних схем використовують ідеальні елементи:
- Резистор. Ідеальний резистор характеризується тільки своїм електричним опором. Паразитна індуктивність, паразитна ємність, а також опір виводів рівні нулю.

- Конденсатор. Ідеальний конденсатор характеризується тільки своєю електричною ємністю. Паразитна індуктивність, втрати, а також опір виводів рівні нулю.

- Котушка індуктивності. Ідеальна котушка індуктивності визначається тільки своєю електричною індуктивністю. Паразитна ємність, втрати, а також опір виводів рівню нулю.

- Генератор напруги. Ідеальний генератор напруги характеризується тільки своєю електричною напругою. Внутрішній опір і опір виводів рівні нулю.

- Генератор струму. Ідеальний генератор струму характеризується тільки своїм електричним струмом. Внутрішній опір — безмежно великий, а опір виводів та інші втрати рівні нулю.

Додатково приймається, що всі елементи еквівалентної схеми з'єднані між собою за допомогою ідеальних провідників. Тобто паразитна ємність, індуктивність і опір провідників дорівнюють нулю.

## Приклади еквівалентних схем

### Теорема Тевенена
Теорема Тевенена називається також теоремою про еквівалентне джерело напруги і стверджує, що будь-яке активне коло з двома полюсами можна замінити джерелом напруги з деяким внутрішнім імпедансом. Електрорушійна сила (ЕРС) еквівалентного джерела визначається напругою на вихідних полюсах двополюсника.
Внутрішній опір еквівалентного джерела визначається імпедансом між вихідними полюсами двополюсника при ЕРС рівній нулю.
Приклад: На рис.1 зображено електричне коло, для якого необхідно скласти схему заміщення.
|  |  |  |

Рис.4: Розрахована еквівалентна схема

Розрахуємо вихідну напругу еквівалентного джерела (Рис.2):
{\displaystyle V_{\mathrm {eq} }={R_{2}+R_{3} \over (R_{2}+R_{3})+R_{4}}\cdot V_{\mathrm {1} }}
Розрахуємо внутрішній опір еквівалентного джерела (Рис.3):
{\displaystyle R_{\mathrm {eq} }=R_{1}+\left[\left(R_{2}+R_{3}\right)\|R_{4}\right)]}
{\displaystyle =1\,\mathrm {k} \Omega +\left[\left(1\,\mathrm {k} \Omega +1\,\mathrm {k} \Omega \right)\|2\,\mathrm {k} \Omega \right)]}
{\displaystyle =1\,\mathrm {k} \Omega +\left({1 \over (1\,\mathrm {k} \Omega +1\,\mathrm {k} \Omega )}+{1 \over (2\,\mathrm {k} \Omega )}\right)^{-1}=2\,\mathrm {k} \Omega }
Побудована еквівалентна схема (Рис.4) складається з ввімкнених послідовно джерела напруги (7.5 V) та резистора (2 kΩ).

### Теорема Нортона
Подібна до теореми Тевенена і стверджує, що будь-який активний двополюсник можна представити еквівалентним джерелом струму з деякою внутрішньою провідністю. Струм еквівалентного джерела визначається як струм короткого замикання між вихідними полюсами a і b двополюсника.
Внутрішній  імпеданс (вихідний імпеданс) еквівалентного джерела визначається імпедансом між полюсами двополюсника, що з'єднані паралельно з ідеальним джерелом струму.
Приклад: На рис.1 зображено схему електричного кола, для якого треба скласти схему заміщення.
|  |  |  |

Рис.4: Розрахована еквівалентна схема

Розрахуємо загальний струм у колі Itotal (Рис.2):
{\displaystyle I_{\mathrm {total} }={15\mathrm {V}  \over 2\,\mathrm {k} \Omega +1\,\mathrm {k} \Omega \|(1\,\mathrm {k} \Omega +1\,\mathrm {k} \Omega )}=5.625\mathrm {mA} }

Розрахуємо струм через навантаження (Рис.2):
{\displaystyle I={1\,\mathrm {k} \Omega +1\,\mathrm {k} \Omega  \over (1\,\mathrm {k} \Omega +1\,\mathrm {k} \Omega +1\,\mathrm {k} \Omega )}\cdot I_{\mathrm {total} }}
{\displaystyle =2/3\cdot 5.625\mathrm {mA} =3.75\mathrm {mA} }
Розрахуємо імпеданс еквівалентного джерела (Рис.3):
{\displaystyle R=1\,\mathrm {k} \Omega +2\,\mathrm {k} \Omega \|(1\,\mathrm {k} \Omega +1\,\mathrm {k} \Omega )=2\,\mathrm {k} \Omega }
Розрахована еквівалентна схема (Рис.4) складається з ввімкнених паралельно джерела струму (3.75 mA) та резистора (2 kΩ).

### Взаємозв'язок між теоремами Тевенена та Нортона
Перехід від еквівалентної схеми Нортона до еквівалентної схеми Тевенена:
{\displaystyle R_{Th}=R_{No}\!}
{\displaystyle V_{Th}=I_{No}R_{No}\!}
{\displaystyle V_{Th}/R_{Th}=I_{No}\!}